# Assur (divinità)

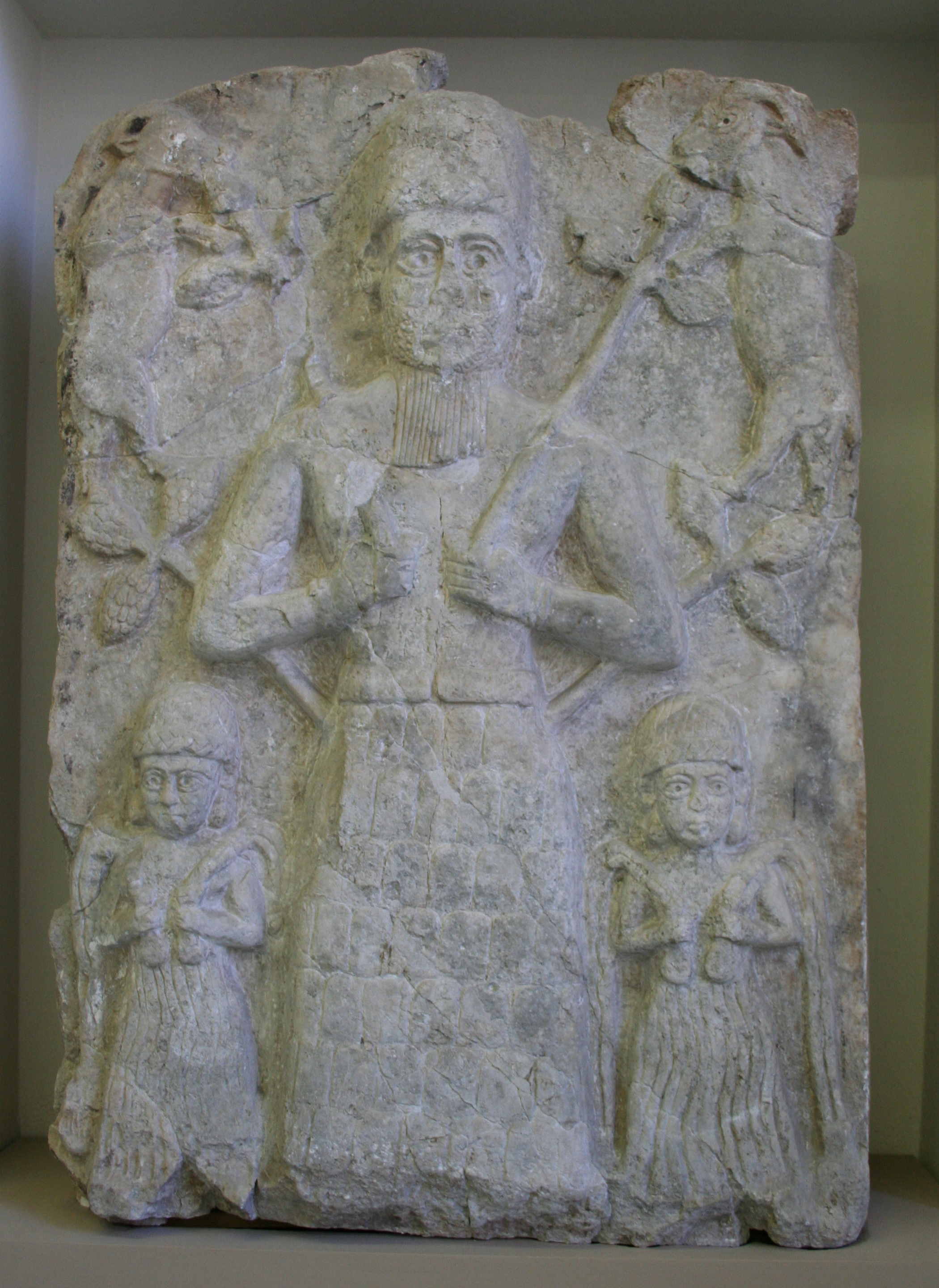
Bassorilievo raffigurante il dio Assur. Dalle sue mani e dai fianchi escono rami frondosi di cui si cibano due capridi rampanti. Ai suoi piedi due figure divine tengono i vasi dalle acque zampillanti. XV secolo a.C.
(Berlino, Museo di arte orientale)

Assur o Aššur è una divinità della mitologia mesopotamica, il dio principale dell'Assiria e patrono della città omonima. Il culto non venne mai inserito all'interno della mitologia babilonese. Veniva considerato anche come artefice del destino, ed aveva come simbolo prevalente il Sole. Veniva considerato il padre di tutti gli dei.
Le prime attestazioni della sua venerazione risalgono al periodo della terza dinastia di Ur (2112-2003 a.C.). Inizialmente i miti che lo riguardano sostituiscono la figura del dio Enlil; in seguito all'aumentare della supremazia politica dell'Assiria, il dio sostituirà anche Marduk nel poema Enūma eliš.

## Storia
Assur era una forma divinizzata della città di Assur, che risale alla metà del III millennio a.C. e fu la capitale dell'antico regno assiro. Come tale, Assur non ha avuto in origine una famiglia. Sotto l'influenza della Mesopotamia meridionale venne poi considerato come l'equivalente assiro di Enlil, il dio principale di Nippur e il dio più importante del pantheon meridionale dagli inizi del 3 ° millennio aC fino ad Hammurabi che fondò l'impero di Babilonia nella metà del XVIII secolo a.C., dopo di che Marduk sostituì Enlil il dio principale a sud. Nel nord, ad Assur venne associata la moglie di Enlil, Ninlil (come dea assira di nome Mullissu) ed i suoi figli Ninurta e Zababa. Questo processo iniziò intorno al XIV secolo a.C. e continuò fino al VII secolo a.C..
Durante i vari periodi di conquista assira, come ad esempio l'impero assiro di Shamshi-Adad I (1813-1750 a.C.), Medio Impero Assiro (1391-1056 a.C.) e neo-impero assiro (911-605 a.C.), gli Assiri non imposero ai popoli conquistati di adottare il culto di Assur. Tuttavia, la propaganda imperiale assira dichiarò che i popoli conquistati erano stati abbandonati dai loro dei.
Quando l'Assiria conquistò Babilonia nel periodo sargonico (dall'ottavo al settimo secolo a.C.), gli scribi assiri cominciarono a scrivere il nome di Assur con i segni cuneiformi AN.SHAR, letteralmente "tutto il cielo" in accadico, la lingua di Assiria e di Babilonia. L'intenzione sembra essere stata quella di mettere Assur a capo del pantheon babilonese come Anshar e la sua sposa Kishar ("tutta la terra"), al posto di Enlil e Ninlil. Così nella versione Sargonide dell'Enuma Elish, il mito nazionale babilonese della creazione, Marduk, il dio principale di Babilonia, non appare, e invece è Assur, come Anshar, che uccide Tiamat il mostro del caos e crea il mondo e l'umanità
. Assur, insieme a un certo numero di altri dèi mesopotamici, ha continuato ad essere adorato dagli Assiri molto tempo dopo la caduta dell'Assiria, con templi eretti in suo onore fino al III e IV secolo d.C. Da questo periodo la maggior parte degli Assiri iniziò ad adottare il Cristianesimo.
La città di Assur, fu abitata fino al secolo 14° dC, quando il massacro dei cristiani assiri da parte di Tamerlano la lasciò deserta. Assur è un nome comune tra le famiglie assire ancor oggi.

## Rappresentazioni artistiche e simboliche

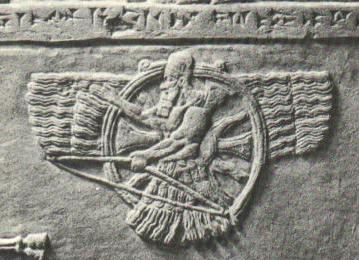
dio Assur

Alcuni studiosi sostengono che Assur era rappresentato come un disco solare che appare frequentemente nell'iconografia assira. Molti re assiri avevano nomi che includevano il nome di Assur, tra cui, Ashur-uballit I, Assurnasirpal, Esarhaddon (Ashur-aha-iddina), e Assurbanipal . Epiteti includono Belu Rabu "gran signore", ab ilani "padre degli dei", Rabu SADU "grande montagna", e il aššurî "dio Ashur". I simboli di Assur comprendono:
1. un disco alato con corna, che racchiude quattro cerchi che ruotano intorno a un cerchio centrale; fasci di luce cadono da entrambi i lati del disco;
2. un cerchio o ruota, sospeso da ali, contenente un guerriero con barba e copricapo mentre con il suo arco sta per scagliare una freccia;
3. lo stesso cerchio; l'arco del guerriero, però, viene tenuto nella mano sinistra, mentre la mano destra si eleva come per benedire i suoi adoratori.

Una rappresentazione assira, che probabilmente simboleggiava la "colonna del mondo", ha il disco montato sulla testa di un toro tra le corna. La parte superiore del disco è occupata da un guerriero, la cui testa, parte del suo arco, e la punta della freccia sporgono dal cerchio. I rivoli d'acqua increspata sono a forma di V, e due tori, calpestando i rivoli come di un fiume, occupando le divisioni così formate. Ci sono anche due teste, quella di un leone e di un uomo con bocche spalancate, che possono simboleggiare tempeste, la potenza distruttrice del sole, o le sorgenti del Tigri e dell'Eufrate. Morris Jastrow vede il disco alato come "il simbolo più puro e più genuino di Assur come divinità solare". Lui lo chiama "un disco solare con sporgenti raggi", e dice:. "A questo simbolo è stato aggiunto, un guerriero con l'arco e la freccia despiritualizzante per riflettere lo spirito marziale dell'impero assiro".